# Stegastes
Stegastes is een geslacht van straalvinnige vissen uit de familie van rifbaarzen of koraaljuffertjes (Pomacentridae). Het geslacht is voor het eerst wetenschappelijk beschreven in 1840 door Jenyns.

## Soorten
- Stegastes acapulcoensis (Fowler, 1944)
- Stegastes adustus (Troschel in Müller, 1865)
- Stegastes albifasciatus (Schlegel & Müller, 1839)
- Stegastes altus (Okada & Ikeda, 1937)
- Stegastes apicalis (De Vis, 1885)
- Stegastes arcifrons (Heller & Snodgrass, 1903)
- Stegastes aureus (Fowler, 1927)
- Stegastes baldwini Allen & Woods, 1980
- Stegastes beebei (Nichols, 1924)
- Stegastes diencaeus (Jordan & Rutter, 1897)
- Stegastes emeryi (Allen & Randall, 1974)
- Stegastes fasciolatus (Ogilby, 1889)
- Stegastes flavilatus (Gill, 1862)
- Stegastes fuscus (Cuvier in Cuvier & Valenciennes, 1830)
- Stegastes gascoynei (Whitley, 1964)
- Stegastes imbricatus Jenyns, 1840
- Stegastes insularis Allen & Emery, 1985
- Stegastes leucorus (Gilbert, 1892)
- Stegastes leucostictus (Müller & Troschel in Schomburgk, 1848)
- Stegastes limbatus (Cuvier in Cuvier & Valenciennes, 1830)
- Stegastes lividus (Forster in Bloch & Schneider, 1801)
- Stegastes lubbocki Allen & Smith, 1992
- Stegastes nigricans (Lacépède, 1802)
- Stegastes obreptus (Whitley, 1948)
- Stegastes otophorus (Poey, 1860)
- Stegastes partitus (Poey, 1868)
- Stegastes pelicieri Allen & Emery, 1985
- Stegastes pictus (Castelnau, 1855)
- Stegastes planifrons (Cuvier in Cuvier & Valenciennes, 1830)
- Stegastes punctatus (Quoy & Gaimard, 1825)
- Stegastes rectifraenum (Gill, 1862)
- Stegastes redemptus (Heller & Snodgrass, 1903)
- Stegastes rocasensis (Emery, 1972)
- Stegastes sanctaehelenae (Sauvage, 1879)
- Stegastes sanctipauli Lubbock & Edwards, 1981
- Stegastes trindadensis Gasparini, Moura & Sazima, 1999
- Stegastes uenfi Novelli, Nunan & Lima, 2000
- Stegastes variabilis (Castelnau, 1855)